# Georges Destriau
Georges Destriau (* 1. August 1903 in Bordeaux; † 20. Januar 1960 in Paris) war ein französischer Physiker und Entdecker der Elektrolumineszenz.

## Werdegang und Forschungsarbeiten
1926 wurde Destriau an der École Centrale des Arts et Manufactures in Paris Ingenieur. Danach arbeitete er in der Industrie an Röntgengeräten. Von 1932 bis 1941 arbeitete Destriau am centre national de la recherche scientifique. Danach ging er an die Universität Bordeaux und 1943 nach Paris. 1946 wurde Destriau Professor an der Universität Poitiers, 1954 an der Sorbonne in Paris. Später arbeitete Destriau für Westinghouse Electric.
Destriau arbeitete auf dem Gebiet des Magnetismus und der Röntgen-Dosimetrie ionisierender Strahlung. Am bekanntesten sind seine Forschungen zur Elektrolumineszenz, die er 1935 im Pariser Labor der zwei Jahre zuvor verstorbenen Marie Curie durchführte. Destriau beobachtete, dass mit Spuren von Kupfer-Ionen „verunreinigte“ (dotierte) Zinksulfid-Kristalle, suspendiert in Rizinusöl zwischen zwei Glimmerplättchen, beim Anlegen eines starken elektrischen Wechselfeldes fluoreszieren. Später ersetzte er das Rizinusöl und den Glimmer durch ein polymeres Bindemittel.
Der Effekt der Elektrolumineszenz wird daher in einigen Publikationen auch als Destriau-Effekt bezeichnet. Destriau benutzte einigen Publikationen zufolge auch als Erster den Begriff Electrophotoluminescence. Er selbst nannte das Licht in seinen Publikationen Lossew-Licht, nach dem russischen Hochfrequenztechniker Oleg Lossew, der 1927 an Siliciumcarbid-Kristallen einen Lichteffekt (ebenfalls Elektrolumineszenz) beobachtete. Der Effekt geriet weitgehend in Vergessenheit. Erst gegen Ende der 1960er Jahre wurde er wieder „entdeckt“ und aus dem „Laborphänomen“ wurden Produkte des täglichen Lebens geschaffen.

## Weiterführende Literatur
- J. Park u. a.: White-electroluminescent device with ZnS:Mn, Cu, Cl phosphor. In: Journal of Luminescence. 126, 2007, S. 566–570, doi:10.1016/j.jlumin.2006.10.012.